# Сен-Жан-сюр-Вель
Сен-Жан-сюр-Вель (фр. Saint-Jean-sur-Veyle) — коммуна во Франции, находится в регионе Рона — Альпы. Департамент — Эн. Входит в состав кантона Пон-де-Вель. Округ коммуны — Бурк-ан-Брес.
Код INSEE коммуны — 01365.

## География
Коммуна расположена приблизительно в 350 км к юго-востоку от Парижа, в 60 км севернее Лиона, в 25 км к западу от Бурк-ан-Бреса.
На юге коммуны протекают реки Вель и Мантон.

## Климат
Климат полуконтинентальный с холодной зимой и тёплым летом. Дожди бывают нечасто, в основном летом.

## Население
Население коммуны на 2010 год составляло 1082 человека.
| 1962 | 1968 | 1975 | 1982 | 1990 | 1999 | 2010 |
| ---- | ---- | ---- | ---- | ---- | ---- | ---- |
| 740  | 694  | 690  | 845  | 926  | 958  | 1082 |

## Администрация
| Период | Период | Фамилия                | Партия | Примечания |
| ------ | ------ | ---------------------- | ------ | ---------- |
| 1989   | 2002   | Ги Пелетье             |        |            |
| 2002   | 2014   | Ален Форе              |        |            |
| 2014   | 2020   | Агнес Рено-Лиа Дюперре |        |            |

## Экономика
В 2010 году среди 708 человек трудоспособного возраста (15—64 лет) 539 были экономически активными, 169 — неактивными (показатель активности — 76,1 %, в 1999 году было 75,3 %). Из 539 активных жителей работали 519 человек (263 мужчины и 256 женщин), безработных было 20 (12 мужчин и 8 женщин). Среди 169 неактивных 52 человека были учениками или студентами, 80 — пенсионерами, 37 были неактивными по другим причинам.

## Достопримечательности
- Церковь Св. Иоанна Крестителя (XV век). Исторический памятник с 1965 года.[4]

## Фотогалерея
- Церковь Св. Иоанна Крестителя
- Карта коммуны